# Narodowe Muzeum Morskie

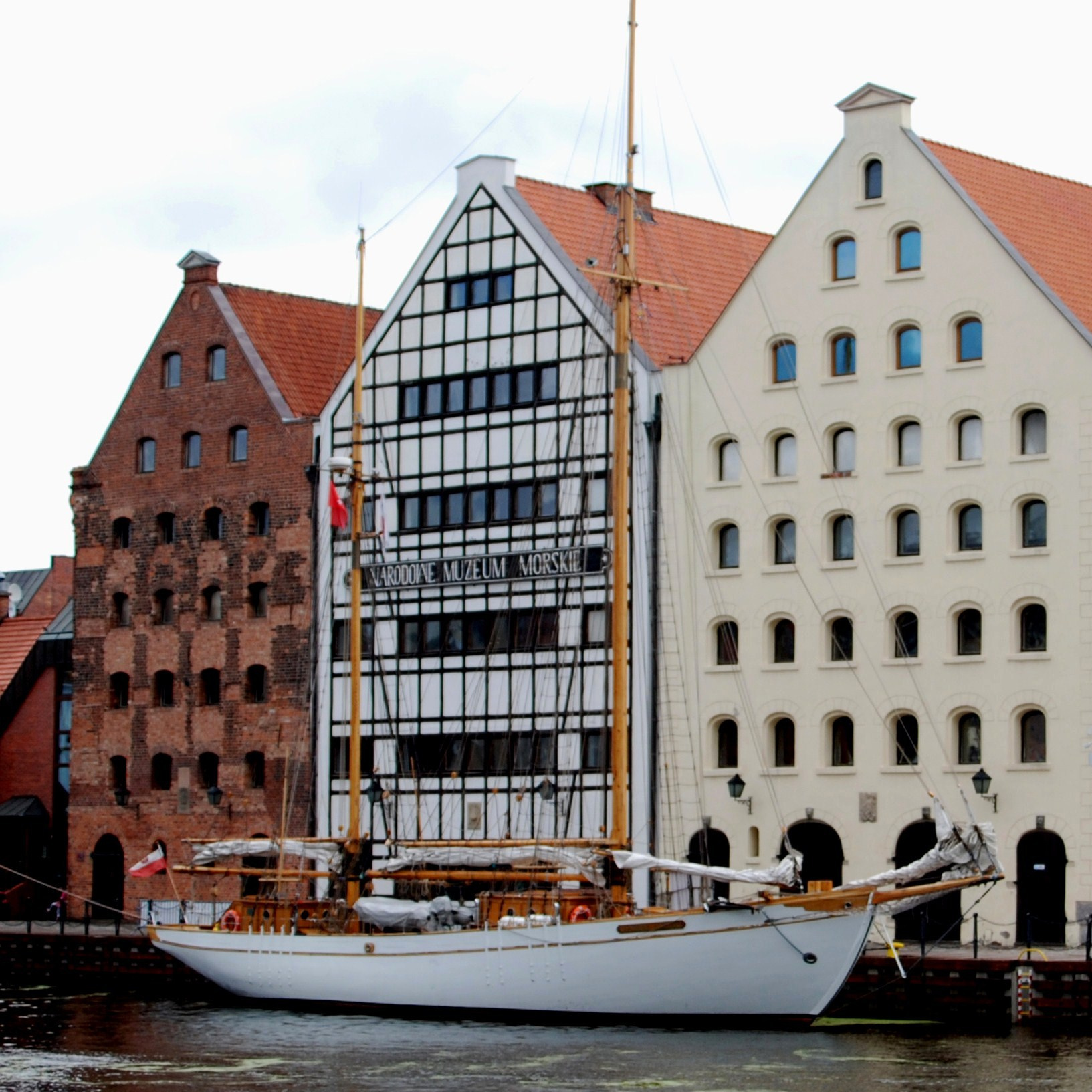
Ansicht der drei größeren Speicher (2016)

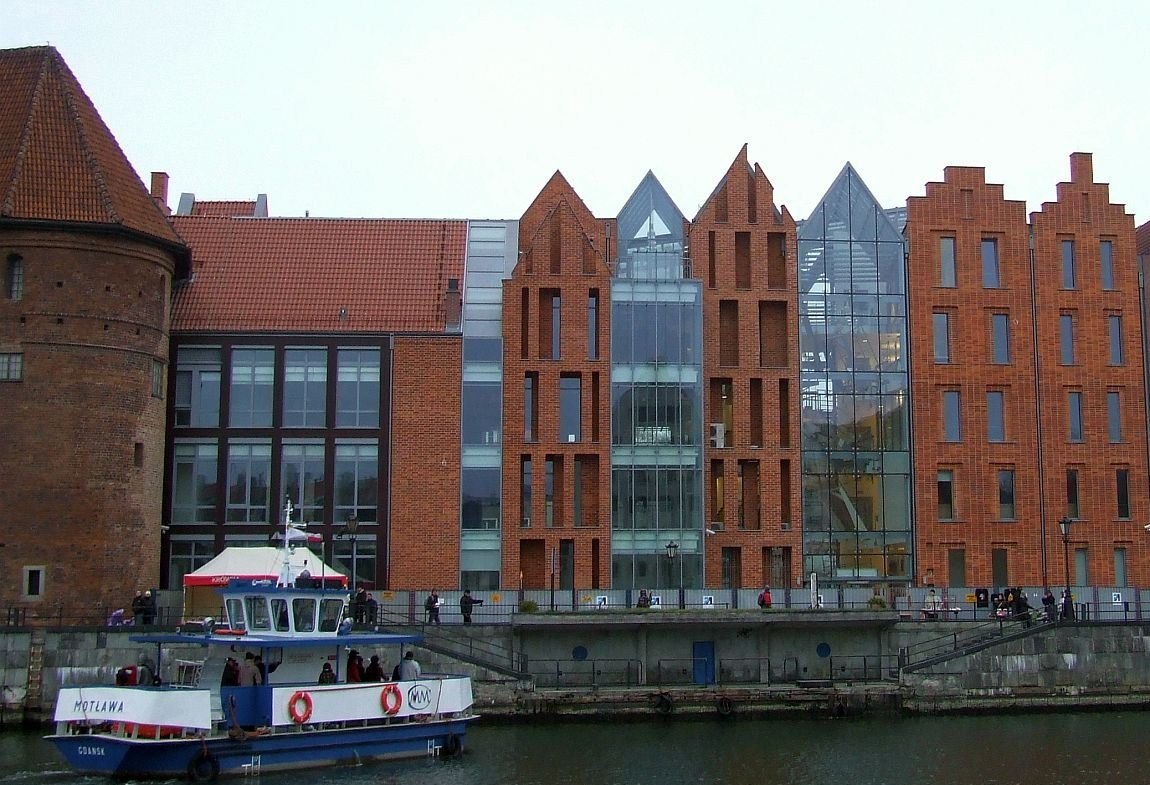
Maritimes Kulturzentrum und die Fähre Motława (2012)

Das Narodowe Muzeum Morskie (NMM, deutsch Nationales Maritimes Museum, auch bekannt als Polnisches Schifffahrtsmuseum) ist ein Marine- und Schifffahrtsmuseum in Danzig in Polen. Hauptsitz des Museums ist ein Komplex von fünf Speichern auf der Insel Ołowianka (Bleihof). Zu den acht Zweigstellen gehören die Museumsschiffe Dar Pomorza und Sołdek.

## Geschichte

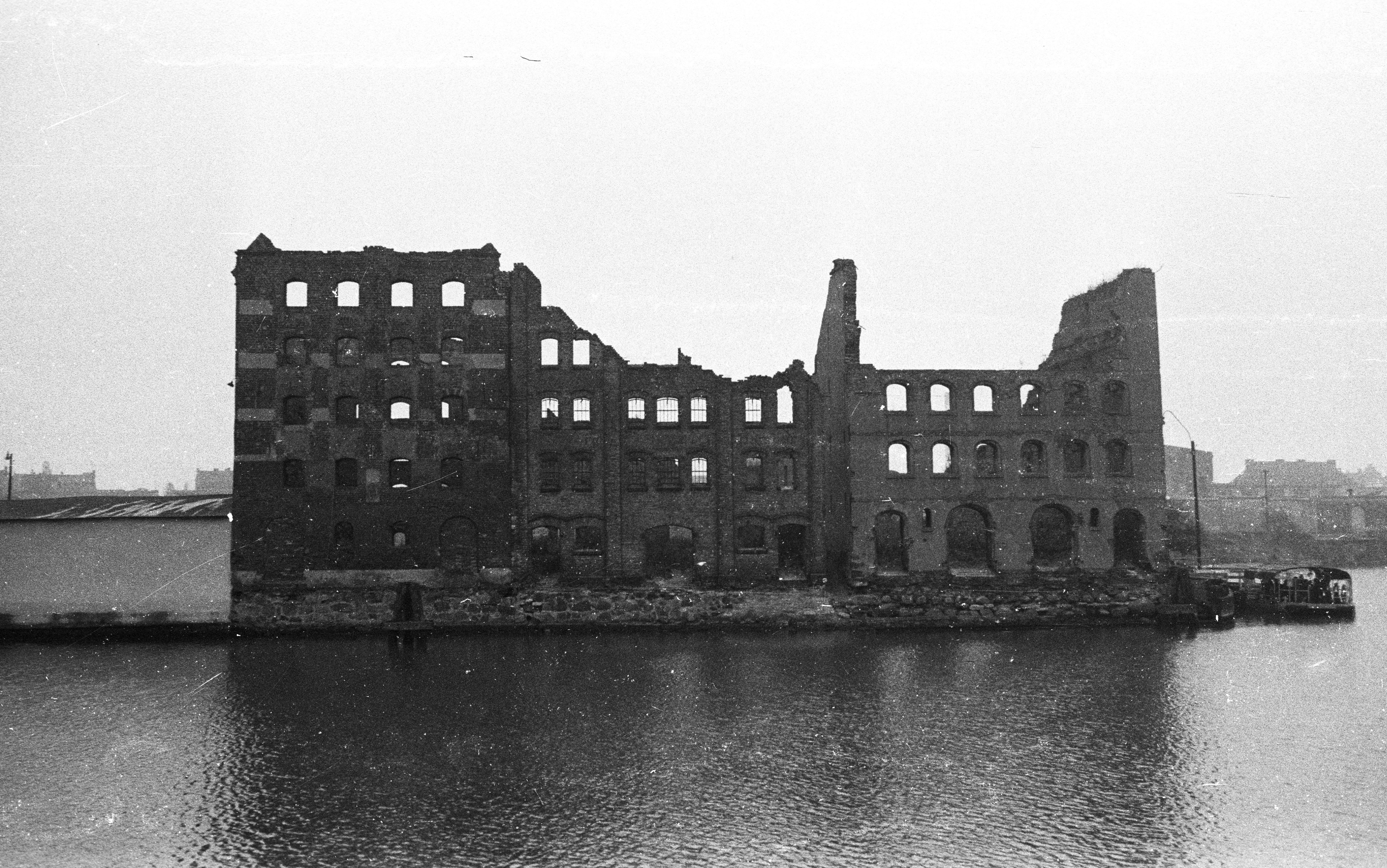
Ansicht der drei Speicher im Jahr 1962

Das Museum wurde 1960 als Zweigstelle des Danziger Nationalmuseums gegründet. Im Januar 1962 wurde es als Maritimes Museum mit Sitz im Krantor (Wielkie Żuraw) unabhängig. In den 1970er Jahren wurden die Ausstellungsflächen um das ehemalige Kesselhaus „Skład Kolonialny“ (Koloniallager) erweitert. Im Jahr 1972 erhielt es als Centralne Muzeum Morskie (CMM, Zentrales Maritimes Museum) den Status eines Nationalmuseums und wurde dem Ministerium für Kultur und Kunst unterstellt. Im Jahr 2000 konnten die fünf rekonstruierten Getreidespeicher auf der Ołowianka bezogen werden. Im Frühjahr 2009 wurde das 1957 erbaute „Skład Kolonialny“ abgerissen und an seiner Stelle 2012 das Maritime Kulturzentrum eröffnet. Im Dezember 2013 erfolgte die Umbenennung auf den heutigen Namen. In Zusammenarbeit mit dem Norsk Maritimt Museum in Oslo und dem Kulturhistorisk Museum der Universität Oslo wurde im Juni 2016 in Tczew (Dirschau) das Zentrum für Konservierung von Schiffswracks (CKWS) gegründet.

## Museen und Zweigstellen

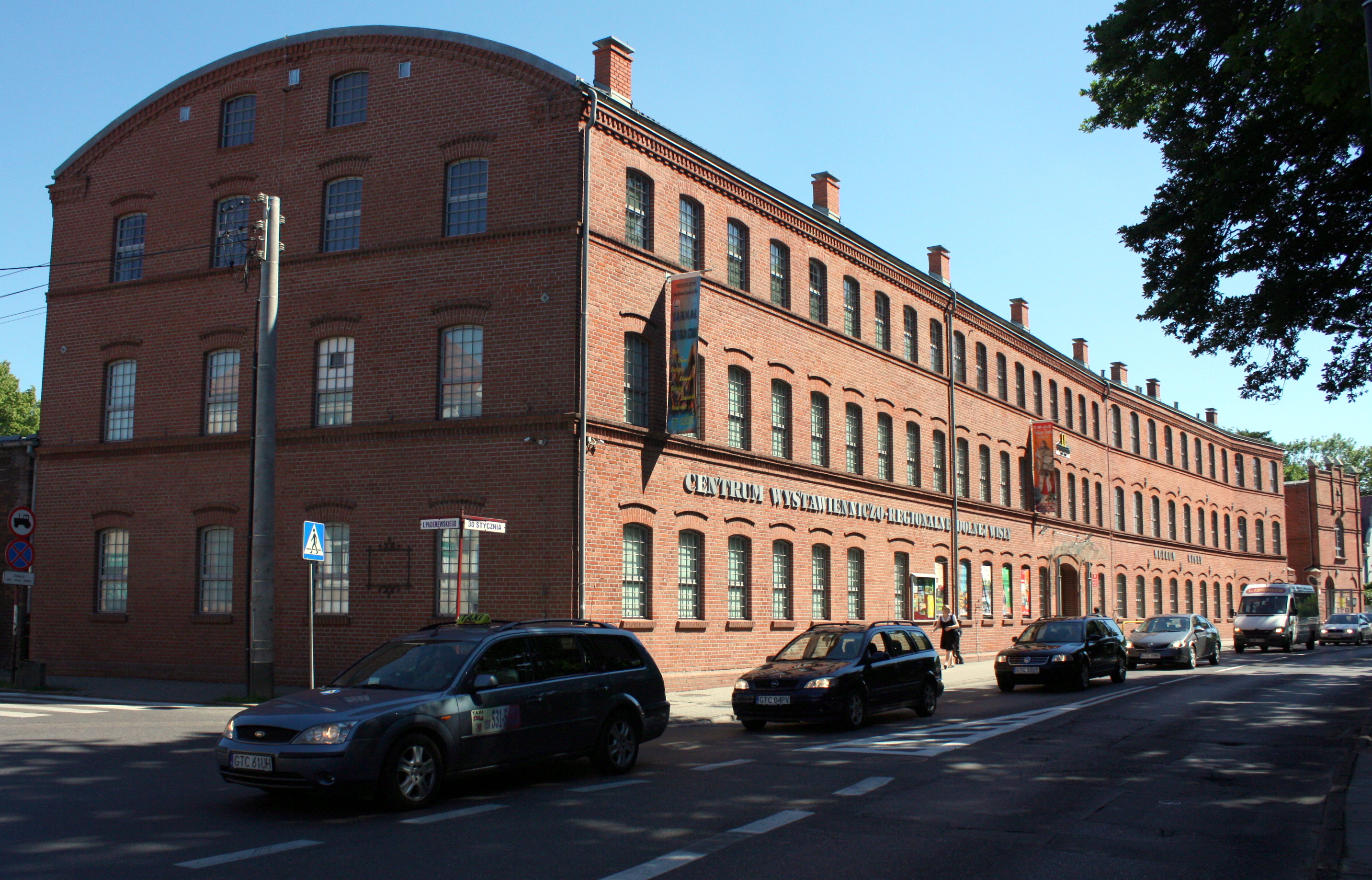
Weichselmuseum in Tczew

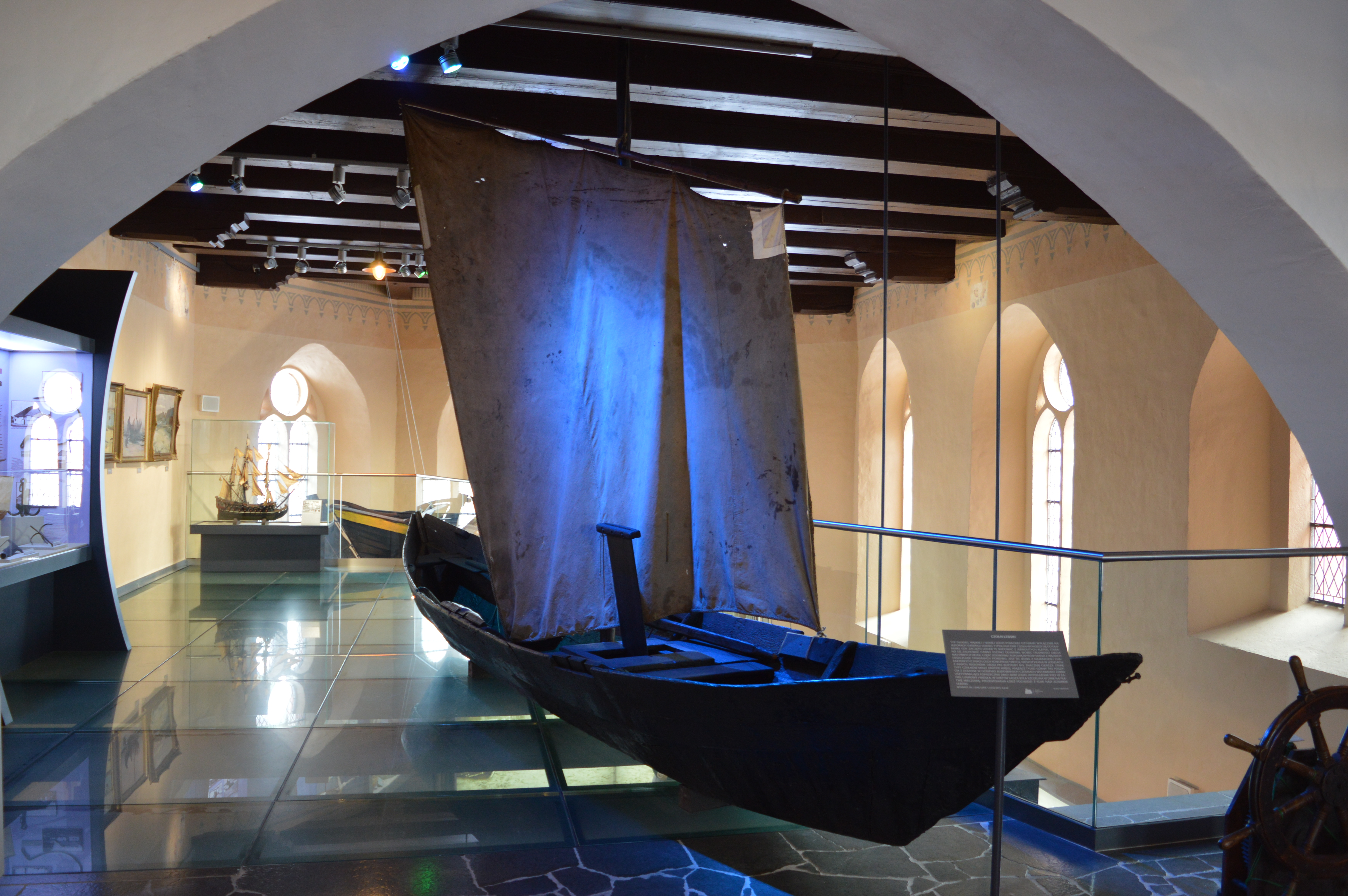
Innenansicht des Fischereimuseums in Hel

Die Dauer- und Sonderausstellungen werden jährlich von mehr als 400.000 Menschen besucht. Leiter des Museums ist Robert Domżał. Die Fähre Motława pendelt von den Speichern über den gleichnamigen Fluss (Mottlau) zum Maritimen Kulturzentrum.
Die einzelnen Museen sind:
Gdańsk (Danzig)
- Spichlerze na Ołowiance (Speicher auf dem Bleihof: Oliwski (Olivaer), Panna (Jungfrau), Miedź (Kupfer), Duża Dąbrowa und Kleiner Speicher)
- Ośrodek Kultury Morskiej (Maritimes Kulturzentrum)
- Żuraw/Wielkie Żuraw (Krantor, Großer Kran)
- Museumsschiff Sołdek

Gdynia (Gdingen)
- Museumsschiff Dar Pomorza (erbaut 1909 als Prinzeß Eitel Friedrich)

Tczew (Dirschau)
- Muzeum Wisły (Weichselmuseum)
- Centrum Konserwacji Wraków Statków (CKWS, Zentrum für Konservierung von Schiffswracks)

Hel (Hela)
- Muzeum Rybołówstwa (Fischereimuseum, ehemalige St.-Peter-und-Paul-Kirche)

Kąty Rybackie (Bodenwinkel)
- Muzeum Zalewu Wiślanego (Museum des Frischen Haffs)